# مدار متزامن

مدار متزامن (مقياس الرسم حقيقي).

المدار المتزامن (بالإنجليزية : Synchronous orbit ) يقال عن مدار جرم (غالباً ما يكون قمر) أنه متزامن إذا كان دورة مدار هذا الجرم تساوي دورة الجرم الأم حول محوره (غالباً كوكب) . يتم الحصول على مدار متزامن بواسطة التقييد المدي مع الجرم الأم .
بالنسبة للأرض لا بد من توصيل قمر صناعي إلى مدار على أرتفاع 36.000 كيلومتر فتكون دورته 24 ساعة (بدلا من نحو 90 دقيقة إذا كان المدار على ارتفاع 500 كيلومتر فقط).
الخاصية المميزة للمدار المتزامن أنه القمر الصناعي يعتبر ثابتا فوق الموقع الجغرافي على الأرض ولا ينحاز عنه . وبغرض تشغيل نظام التموضع العالمي Navigation system نحتاج على الأقل لوجود ثلاثة من تلك الأقمار الصناعية الموزعة على ثلاثة مدارات وبالتالي ثلاثة نقاط حول الأرض لتحديد موقع كل نقطة على الأرض.

## أمثلة
من الأمثلة قمر نبتون شارون وتيتانيا قمر أورانوس

## اقرأ أيضا
- نظام التموضع العالمي